# Austrocylindropuntia lagopus
Austrocylindropuntia lagopus là một loài thực vật có hoa trong họ Cactaceae. Loài này được (K.Schum.) I.Crook, J.Arnold & M.Lowry mô tả khoa học đầu tiên năm 2003.